# ماری مک
ماری مک (انگلیسی: Mary Mack؛ زادهٔ ۲۵ ژوئیهٔ ۱۹۷۵) هنرپیشه، کمدین، موسیقی‌دان و صدا پیشه اهل ایالات متحده آمریکا است.
وی صدا پیشه شخصیت جسی در مجموعهٔ مخالفان خورشیدی بوده‌است.